# Salto do Jacuí
Salto do Jacuí este un oraș în Rio Grande do Sul (RS), Brazilia.